# Anarchy in the U.K.
«Anarchy in the U.K.» (en español: «Anarquía en el Reino Unido») es una canción del grupo inglés de punk rock Sex Pistols. Fue lanzado como el primer sencillo de la banda el 26 de noviembre de 1976 y aparece en su único álbum, Never Mind the Bollocks, Here's the Sex Pistols. "Anarchy in the U.K." aparece como número 53, de la lista de las 500 mejores canciones de la historia de la Rolling Stone.
Según el sitio agregador de listas Acclaimed Music, es la 19.ª canción más aclamada por los críticos de todos los tiempos.

## Información
Originalmente concebido con una carátula negra plana, el sencillo fue la única grabación de los Sex Pistols lanzada por EMI, y llegó al número 38 en el UK Singles Chart antes de que EMI rompiera contrato con la banda el 6 de enero de 1977, un mes después de que la banda utilizara profanidad durante una transmisión en vivo. (Aunque la versión de EMI fue grabada el 17 de octubre de 1976, una demo anterior fue grabada entre 10 y 12 de octubre en Landsdowne/Wessex Studios, Londres. Esta versión después apareció en el álbum bootleg Spunk.)
En el documental The Filth and the Fury, John Lydon describió la composición de las frases que abren la canción, explicando que la mejor rima que se le ocurrió en ese momento para la primera línea, "I am an Antichrist", era la segunda línea, "I am an anarchiste". (Lydon confirmó que él no es un anarquista en una entrevista de 2012).

## Letras

### Siglas
Las siglas utilizadas en la letra son una selección de referencias a guerras civiles de los titulares de los años 70, una sugerencia de lo que podría pasar en el Reino Unido, abreviado también empezando por el título (UK). IRA y UDA eran los ejércitos paramilitares más grandes en el conflicto en Irlanda del Norte: IRA (Ejército Republicano Irlandés) estaba en el bando republicano (antibritánico, prounificación), mientras que UDA (Asociación en Defensa del Úlster) estaba en el bando lealista (probritánico, anti-unificación). El MPLA (Movimiento Popular de Liberación de Angola) era el partido político que tomó el control de Angola, previamente una de las colonias africanas de Portugal, en una guerra civil que duró entre 1975 y 1976, y aún gobierna hoy en día. Cuando Rotten canta, "I use the enemy," es un homónimo deliberado para "I use the NME," o New Musical Express, la revista semanal británica de música.

### Crítica social
Las letras incitan un concepto particularmente emocional y violento de la anarquía que reflejaba en el sentido profundo de ira amargada, confusión, inquietud, frustración económica y alienación social, que era algo que una generación de juventud desencantada sentía en medio de la situación económica en declive y la poco fuerte escena musical de mediados de los años 70. El mánager de la banda, Malcolm McLaren, consideró la canción "una llamada a las armas a los chicos que creían que el rock and roll les había sido arrebatado. Es una declaración de auto-determinación, de independencia absoluta." En 2007, John Lydon. Paul Cook y Steve Jones regrabaron "Anarchy in the U.K." para el videojuego Guitar Hero III: Legends of Rock debido a que el máster con pistas separadas no pudo ser encontrado.

## Intérpretes
- Johnny Rotten – vocalista
- Steve Jones – guitarra, coros
- Glen Matlock – bajo, coros
- Paul Cook – batería

## Listas del sencillo
- A-side: "Anarchy in the U.K.".
- B-side: "I Wanna Be Me".

## Anarchy In the UK
Una grabación alternativa en compás de ¾, con tempo más lento, acompañada de violín y acordeón (siguiendo el estereotipo galo), traducida al francés y cantada por una misteriosa figura llamada Louis Brennon (también llamado Jerzimy en algunas fuentes), apareció en el álbum apócrifo de los Sex Pistols de 1979 The Great Rock 'n' Roll Swindle.

## Versión de Megadeth
"Anarchy in the U.K." fue versionada por el grupo estadounidense de thrash metal Megadeth para su álbum So Far, So Good... So What!. Fue publicado en 1988.  
La versión de Megadeth tiene las letras alteradas. Dave Mustaine explicó que no pudo descifrar bien lo que cantaba Johnny Rotten, así que se inventó las partes que no entendía (en un notable ejemplo, la línea "another council tenancy" (otro alquiler de vivienda protegida) cambia a "and other cunt-like tendencies" (y otras tendencias de coño)). Además, el país cambia a "USA", aunque no en el título. El videoclip es un montaje de la banda tocando, dibujos animados con figuras políticas, varias escenas de violencia y un hombre siendo forzado a mirar (como Alex en La naranja mecánica). Steve Jones toca la guitarra solista en la versión.
Mustaine ya no toca la canción en directo porque en la canción se dice "anti-Cristo", y él "no es anti-nada".
Curiosamente, tanto en el álbum como en el sencillo, la pista va acompañada por una canción llamada "Liar", al igual que en el álbum de los Sex Pistols, aunque ambas "Liar" no están relacionadas.
Lista del sencillo versionado por Megadeth
- Estados Unidos Edición 7".

1. "Anarchy in the UK".
2. "Liar".

- Reino Unido Edición 12".

1. "Anarchy in the UK".
2. "Liar".
3. "502".

- Alemania Edición 12"

1. "Anarchy in the UK".
2. "Good Mourning/Black Friday" (live).
3. "Devil's Island" (live).

## Versión de Mötley Crüe
"Anarchy in the UK" también fue versionado por el grupo de hard rock Mötley Crüe.
Lista de álbumes en los que aparece
1. "Decade of Decadence". 1991
2. "Supersonic and Demonic Relics". 1999
3. "20th Century Masters - The Millennium Collection: The Best of Motley Crue". 2003
4. "Music to Crash Your Car To, Vol". 2. 2004
5. "Red, White and Crue". 2005
6. "Carnival of Sins: Live, Vols". 1-2. 2007

## Versión de Green Jellÿ
"Anarchy in the UK" también fue versionado por el grupo de metal cómico Green Jellÿ. Esta versión es una parodia de la original y la combina con referencias a Los Picapiedra. Aunque el título oficial es "Anarchy in the U.K.", fue originalmente titulada como "Anarchy in Bedrock" en el disco de Green Jellÿ (conocida entonces como Green Jellö), Triple Live Möther Gööse at Budokan.
William Hanna y Joseph Barbera se sintieron ofendidos por esta versión y por Green Jellÿ burlándose de Los Picapiedra, pero posteriormente cedieron, ya que esta versión fue incluida en la banda sonora de la película basada en la serie que fue lanzada en 1994.
Lista del sencillo versionado por Green Jellÿ
1. "Anarchy In The UK" - 3:29
2. "Three Little Pigs (Blowin Down The House Mix)" - 6:34
3. "Green Jellÿ Theme Song" - 2:15